# Megara
Megara (grško: Μέγαρα [Megara]), antično mesto v Atiki, Grčija. Leži na severnem delu Korintske zemeljske ožine nasproti otoka Salamine, ki je v antičnih časih, dokler je niso zasedli Atenci, pripadal Megari. Megara je bila ena od štirih atiških okrožij, ki so jih poosebljali štirje mitični sinovi kralja Pandiona II. Vladar Megare je bil njegov sin Nisos. Mesto je bilo tudi trgovsko središče, specializirano za izvoz volne in drugih živalskih proizvodov, pa tudi živih živali, na primer konj. Imelo je dve pristanišči: na zahodu Pege v Korintskem zalivu, na vzhodu pa Niseo v Saronskem zalivu Egejskega morja. 

## Zgodnja zgodovina
Megara je bila v zgodnji zgodovini podložna Korintu in njeni kolonisti so leta 728 pred n. št. kot korintski podložniki severno od Sirakuz na Siciliji ustanovili majhno mestno državo Megara Hyblaia. Sledila je vojna za neodvisnost in ustanovitev Halkedona (685 pred n. št.) in Bizanca (667 pred n. št.) na vzhodni oziroma zahodni obali Bosporja. Megara je v tistem času kovala  svoj denar. 
V poznem 7 stoletju pred n. št. si je oblast prisvojil tiran Teagen, ki je z zakolom živine bogatih poskušal pridobiti naklonjenost revnih. Med drugo perzijsko invazijo na Grčijo (480-479 pred n. št.) so se Megarci skupaj s Špartanci in Atenci borili v vseh ključnih bitkah, tudi tisti pri Salamini in Platajah.
Leta 460 pred n. št. je Megara izstopila iz Peloponeške zveze, v kateri so imeli glavno vlogo Špartanci, kar je bi eden od vzrokov za prvo peloponeško vojno. Po podpisu tridesetletne mirovne pogodbe leta 446-445 pred n. št. se je Megara vrnila v Peloponeško zvezo. 
V peloponeški vojni 431-404 pred n. št. je bila Megara zaveznica Špartancev. Eden od vzrokov za vojno je bil Megarski dekret, vrsta gospodarskih ukrepov, ki so jih proti Megari uvedle Atene in njeni zavezniki iz Atiško-delske pomorske zveze in je prepovedoval trgovanje na ozemlju, ki je bilo pod nadzorom Aten.
Najslavnejši meščan Megare je bil Bizas, legendarni ustanovitelj Bizanca iz 7. stoletja pred n. št.. Slavna sta bili tudi pesnik Teognis iz 6. stoletja pred n. št. in Evklid iz Megare iz zgodnjega 4. stoletja pred n. št., ustanovitelj megarske filozofske šole. Njegova šola je cvetela kakšnih sto let in bila znana po učenju logike in dialektike.
Megarci so bili pregovorno znani po svoji velikodušnosti pri graditvi in vzdrževanju templjev. Sveti Hieronim o nijh pravi: "Za Megarce običajno rečejo, da gradijo, kot da bodo živeli večno in živijo, kot da bodo jutri umrli."

## Geografija
Mesto, ki je imelo leta 2001 28.195 prebivalcev, leži 42 km zahodno od Aten na jugozahodnem delu prefekture Zahodne Atike. Z avtocestami in hitro železnico Proastiakós je povezano s Peloponezom, Zahodno Grčijo in Atenami. Megara leži na Megarski planoti. Po površini je največja občina v Atiški regiji in ima največje število prebivalcev v Zahodni Atiki. V njeni okolici je pred intenzivno širitvijo mesta v 1960. in 1970. letih prevladovalo kmetijstvo. 

## Slavni meščani
- Orsip (8. stoletje pred n. št.), tekač
- Bizas (7. stoletje pred n. št.),  ustanovitelj Bizanca
- Teognis (6. stoletje pred n. št.), pesnik elegij
- Evpalin (6. stoletje pred n. št.), inženir, ki je zgradil slavni Evpalinov akvedukt (predor) skozi goro Kastro na Samosu
- Teagen (okoli 600 pred n. št.), megarski tiran
- Evklid (okoli 400 pred n. št.), ustanovitelj Megarske filozofske šole
- Stilpo okoli 325 pred n. št.), filozof iz Megarske šole
- Teles (3. stoletje pred n. št.), cinični filozof

## Vira
- Legon, Ronald P., Megara: the political history of a Greek city-state to 336 B.C.. Ithaca, NY: Cornell University Press, 1981.
- Smith, Philip J., The archaeology and epigraphy of Hellenistic and Roman Megaris, Greece. Oxford: John and Erica Hedges Ltd, 2008.